# گروه سخن‌پراکنی سینکلر
گروه سخن‌پراکنی سینکلر (انگلیسی: Sinclair Broadcast Group) شرکت مخابراتی سهامی عام آمریکایی است که در کنترل خانوادهٔ مؤسس آن جولین سینکلر اسمیت است. این شرکت که مقر آن در هانت ولی، مریلند است بزرگترین شرکت بهره‌بردار ایستگاه تلویزیونی در ایالات متحده آمریکا بر پایه تعداد ایستگاه‌ها و بزرگترین از لحاظ پوشش کل است و بر ۱۹۳ ایستگاه در کشور در بیش از ۱۰۰ بازار که ۴۰٪ خانوارهای آمریکا را در بر می‌گیرد مالکیت دارد یا از آنها بهره‌برداری می‌کند که بسیاری از آنها در جنوب یا غرب میانه اند.
با این که سینکلر در سال ۱۹۹۵ شرکت سهامی عام شد و سهامش هم‌اکنون در نزدک مبادله می‌شود، خانواده اسمیت هنوز منافع مالی اکثریت را در اختیار دارد و هر چهار پسر جولین اسمیت عضو هیئت مدیرهٔ آنند و دیوید اسمیت رئیس اجرایی هیئت مدیره است.
سینکلر به خاطر محافظه‌کاری برخی از کارکنانش زیر ذره بین منقدین رسانه ای قرار گرفته‌است.